# Claude-Michel Schönberg
Claude-Michel Schönberg ( Vannes, Bretanya ; 6 de juliol de 1944) és un productor, actor, cantant, compositor de música popular i compositor de música per a teatre francès, més conegut per les seves col·laboracions amb el llibretista Alain Boublil.

## Trajectòria
Schönberg va començar la seva carrera com a productor de discos i cantant. Al començament de la dècada de 1970 va començar a ser famós. La majoria de la música que ha escrit ha estat per a musicals francesos i opera rock, La Révolution Francaise, France's First Rock Opera (1973), també va prendre el paper del rei Lluís XVI en la producció aquest any.
En 1974 va escriure la música i líriques de la cançó Le Premier Pas, la qual es va tornar número u en la música popular francesa aquest any venent prop d'1 milió de còpies. Li Premier Pas va ser produïda per Franck Pourcel. Després Schönberg va fer l'àlbum on ell mateix canta les seves cançons. Aquest any també va escriure una versió francesa de la cançó "Waterloo" d'ABBA, que va ser gravada pel grup.
El 1979 es va dedicar de ple al seu treball en musicals conjunt a Boublil, tots dos van concebre la idea per a una versió musical dels Miserables de Victor Hugo, que es va estrenar al Palau dels Esports de París el 1980. El musical es va estrenar a Londres (1985) i Broadway (1987); La producció de Broadway va ser nominada a dotze Premis Tony (dels quals va guanyar vuit), incloent millor musical i millor llibret original.
El 1989, Schönberg i Boublil van estremir Londres amb el musical Miss Saigon, protagonitzat per Lea Salonga i Jonathan Price. És la seva transició a Broadway, el xou va esgotar entrades (venudes abans de la seva estrena), guanyant 24 milions de dòlars ja abans de la seva estrena l'11 d'abril de 1991.  El xou va ser nominat a 10 Premis Tony, incloent les categories millor musical i millor llibret original.
El 1997, Schönberg va estrenar un nou musical, « Martin Guerre » al Teatre Prince Edward a Londres, el musical va guanyar el Premi Laurence Olivier el 1997 i va sortir de gira pel Regne Unit i els Estats Units.
L'últim projecte conjunt de Schönberg i Boublil va ser La Reina Pirata (The Pirate Queen), un musical sobre les aventures pirates i de pillatge de la irlandesa Grace O'Malley, al segle xvi. La Reina Pirata va completar el seu tour pre-Broadway de 8 setmanes al Cadillac Palace Theatre, a Chicago, el 26 de novembre de 2006.
Les Misérables van celebrar el seu vintè aniversari a Londres el 8 d'octubre de 2005. La producció a Broadway es va acabar el 18 de maig de 2003, convertint aquest musical en el tercer més representat darrere de Cats i El fantasma de l'Òpera.
Claude-Michel Schönberg va estar casat amb Beatrice Schönberg.

## Musicals
- La Révolution Francaise (1973)
- Les Miserables (1980)[5]
- Miss Saigon (1989)
- Martin Guerre (1996)
- The Pirate Queen (2006)
- Marguerite (2008)
- Cléopatra (2011)
- Els Miserables (2012)

## Premis i distincions
- 1987 Tony Award

- Premis Óscar

| Any  | Categoria                             | Cançó      | Pel·lícula     | Resultat |
| ---- | ------------------------------------- | ---------- | -------------- | -------- |
| 2013 | Millor pel·lícula en parla no anglesa | «Suddenly» | Les Misérables | Nominado |